# Espongiosis medular renal

La espongiosis medular renal, riñón en esponja medular, ectasia tubular benigna, o síndrome de Cacchi-Ricci, (RE), es una enfermedad congénita del riñón que se caracteriza por la existencia de dilataciones en forma de saco en los conductos papilares (conductos de Bellini) (túbulos colectores de la orina)

## Historia
La primera descripción del mal fue realizada en 1948 por el urólogo Roberto Cacchi y el radiólogo Vincenzo Ricci.

## Epidemiología
En la población general se presenta con una frecuencia de entre el 0.02% y el 0.005%, esto es un paciente por cada entre 5 000 y 20 000 personas. La enfermedad es unilateral en el 30% de los casos y bilateral en el 70%.

## Síntomas
La acidosis tubular distal incompleta (ARTd) es muy frecuentes en pacientes con RE (33 a 40% de los casos). La hipercalciuria idiopática se observa entre un 30-50%, mientras que asociada con hipocitraturia y ARTd es más común en anomalías quísticas pre-caliciales de los conductos de Bellini que favorecen la producción de cálculos. La presencia de hipercalciuria y ARTd pueden favorecer la pérdida de masa ósea. La asociación de litiasis renal con RE varía entre 4% y 20% según distintas series.
Aunque muchas ocasiones no provoca síntomas, aumenta la probabilidad de que el sujeto que la padece presente cálculos renales, infección del tracto urinario y hematurias. es una causa frecuente de litiasis renal, pero poco renocida. Se trata de una malformación renal, que generalmente se manifiesta por nefrocalcinosis y litiasis renal recurrente, aunque otros trastornos pueden estar presentes, como alteraciones en la acidificación y concentración renal y ectasias pre-caliciales.
Incluso en casos en los que no se observe directamente litiasis renal o causa obstructiva alguna, se han documentado casos de episodios recurrentes de cólicos nefríticos asociados a hematuria. Se cree que se producen debido a la inflamación y desgarro de los túbulos colectores de la orina, lo que provoca el dolor.
La enfermedad afecta a la región del riñón conocida como médula renal que adopta un aspecto similar a una esponja, de donde toma el nombre.

## Diagnóstico
El diagnóstico se realiza preferentemente mediante urotac con contraste, en el que se suele observar captación persistente de contraste en fase de eliminación pericalicial. También se puede realizar una urografía excretora.
Fortuitamente se puede hallar en una ecografía, aunque dada la naturaleza del trastorno, es muy probable que pase desapercibido. En este caso, se recomienda confirmar el diagnóstico mediante urotac.

## Tratamiento
No existe un tratamiento para revertir el RE, sin embargo, sí que se pueden establecer tratamientos profilácticos para prevenir la formación de litiasis (como por ejemplo citrato potásico).
En urgencias, ante un cólico nefrítico asociado al RE, se aconseja el ingreso a cargo de nefrología o urología, dada la alta probabilidad de reiterar la clínica en las siguientes horas, y tratamiento sintomático del dolor (como metamizol -Nolotil-, morfina o fentanilo), según la EVA. Se desaconseja el uso de AINES, debido a su capacidad para influir en la hemodinámica renal.